# Améba (organizační struktura)
Améba je organizační struktura pojmenovaná podle stejnojmenného jednobuněčného organizmu, kterému se též říká měňavka. Jde o organismus, jehož tvar se neustále mění, čímž se zároveň pohybuje kupředu. Organizační struktura Améba má přitom s měňavkou mnoho společného. Hlavní výhodou této struktury je, že velké korporace nejsou, v porovnání s menšími podniky, schopny rychle inovovat aniž by měly velké režijní náklady a ztratily část své flexibility. Améba proto přináší výhody malých firem pro víceméně libovolně velké společnosti.
Organizační struktura společnosti má obvykle velký vliv na způsob jejího řízení, ale též na pružnost, inovativnost (produktů a služeb) a schopnost se rychle adaptovat na nové podmínky na trhu. Proto nezvyklé organizační struktury, jako je například Améba, mohou pomoci získat a rozvinout konkurenční výhodu společnosti.

## Příklad na společnosti Kyocera Corporation
Metafora améby našla svou praktickou organizační podobu jako systém společnosti Kyocera Corporation se sídlem v Kyótu. Filozofickým principem managementu společnosti a stejně tak samotného pana Inamoriho je jednoduchá otázka “What is the right thing to do as a human being?“ Společnost aplikuje tuto myšlenku do celého procesu řízení: vždy najít kompromis a řešení v rámci vnitropodnikových vztahů, vybudovat vztah založený na důvěře se svými akcionáři a jako hlavní cíl společnosti je vést ji tak, aby její rozvoj byl udržitelný.
Společnost Kyocera se dělí na 3 základní sektory: informační a komunikační sektor, sektor ochrany životního prostředí a sektor zlepšení životního standardu. Samotná organizační struktura firmy je ale velice plochá. Společnost netvoří v zásadě více úrovní řízení. Top management společnosti se skládá z vlastníka a vedoucích améb, améba je brána jako nejmenší organizační jednotka. Vnitřní struktura améby se může lišit, některé se mohou hierarchicky členit (např. zástupce vedoucího, hlavní inženýr apod.), ale z pohledu společnosti jako celku nemá toto další členění vliv. Základem celé struktury je top management, který vlastní majetek firmy a rozděluje ho podle aktivity a schopností jednotlivých améb, což má za následek zvýšenou soutěživost a celkové zlepšování jednotlivých týmů, tudíž progres celé společnosti.
Samo označení améba se používá pro dočasnou nebo i trvalejší skupinu zaměstnanců jedné společnosti, kterou sestavil její vedoucí. Nacházejí se v ní různí specialisté a obecně se příliš neodlišuje od týmů v maticové struktuře, avšak ve společnosti neexistují finanční oddělení, oddělení vývoje, účtárny apod. Ve společnosti Kyocera jsou améby nezávislé útvary složené ze 3 až 50 zaměstnanců, kteří se společně dělí o zisk a mají za sebe i zodpovědnost. Každá améba by se zjednodušeně dala popsat jako samostatný podnik, který si vytváří vlastní řídící strategii, systém rozdělování zisku, firemní účetnictví a personální zabezpečení. Jednotlivé améby ve společnosti Kyocera si konkurují navzájem mezi sebou, vytváří mezi sebou strategická partnerství a dohody o vnitropodnikových smluvních cenách.

### Dělení a rozpad jednotlivých améb
Dělení a rozpad jednotlivých améb se řídí podle úrovně výroby a podle přidané hodnoty za člena na hodinu:
1. Při nízké výrobě a vysoké přidané hodnotě se améba dělí na menší jednotky
2. Při vysoké výrobě a nízké přidané hodnotě améba redukuje počet členů, reorganizuje se. Pokud se nedostaví zlepšení, tak se rozpustí.
3. Jednotlivé améby jsou pojmenovány podle produktů, které vyrábí nebo prodávají, dále pak podle charakteru práce (např. výroba, marketing, výzkum atd.).

Jestliže dojde v amébě k redukci zaměstnanců, mohou ti nad počet přejít do jiného útvaru. Zaměstnanci se totiž do jednotlivých améb dostávají dobrovolně díky volnému vnitropodnikovému trhu práce. Kdo není v žádné amébě, jednoduše nepobírá mzdu. To je do jisté míry motivací pro zlepšení svého osobního výkonu, aby byl jedinec pro jednotlivé améby přínosným článkem týmu. Jakmile se zaměstnanec stane členem některé z améb, je mu vedoucím améby přidělena práce, na kterou je specializován. Není výjimkou, že pro větší úkoly si améba přibírá více lidí i z jiných týmů. Je velice důležité, aby všichni členové byli schopni převzít iniciativu a přijít s vlastními názory a inovacemi. Neboť tento druh systému podporuje a odměňuje originalitu mnohem více než slepé poslouchání příkazů či opětovné používání již existujících nápadů, protože produkce celé společnosti je založená na potenciálu zaměstnanců a na inovativnosti řešení zadaných úloh.
Jde v zásadě o volnou, nestálou strukturu samostatných jednotek, které se skládají dohromady a rozpadají ve střednědobých časových intervalech podle současné aktivity zaměstnanců, množství práce v jednotlivých amébách a pružnosti vnitropodnikového trhu práce .
Améba je výhodná hlavně pro firmu jako takovou, protože kombinuje všechny přednosti malých firem (nízké náklady, vysoká flexibilita, vysoká motivace zaměstnanců) a korporací (úspory z rozsahu, silná vyjednávací pozice vůči dodavatelům, síla značky, atd.). Naopak je méně výhodná pro zaměstnance této společnosti, protože ztrácí většinu firemních jistot. Co se týká firemní péče tak zde jsou zachovány vzdělávací programy, některé benefity a firemní kultura, na kterou je ve společnosti Kyocera kladen velký důraz.
Co se samotné organizace prodeje týče, ve společnosti Kyocera se objednávky pro oddělení prodeje odevzdávají přímo té amébě, která má zrovna na starosti konečný proces. Ty améby, které v minulých kolech zaostávaly, mají v následujícím procesu prodeje volnou roku, svoji funkci přebírá vnitropodnikový trh. Systém améb nejenže neustále produkuje něco nového, ale také produkuje sám sebe.

### Hlavním kritériem výkonu améby je přidaná hodnota
Přidaná hodnota se počítá dle následujících vzorců:
1. Celková přidaná hodnota = Celková výroba – (platby z nákupů externím dodavatelům + provozní náklady + administrativní náklady).
2. Přidaná hodnota na hodinu = Celková přidaná hodnota/počet

Pozn. Přidaná hodnota na hodinu se počítá denně. Výsledky jsou oficiálně zveřejňovány a celkové skóre každé améby se oznamuje všem zaměstnancům.

### Systém kontroly
Účelem corporate governance a vnitřní firemní kontroly Kyocera Group je udržení transparentnosti a spolehlivosti řízení a dosáhnout tak férového a efektivního managementu společnosti. Pro vytvoření akurátní firemní kultury, implementuje Kyocera Group následující opatření v rámci filozofie podniku.

#### Systém Corporate Governance
1. Ředitelé musí vyhovět žádostem o předložení interních zpráv podnikovým auditorům
2. Oddělení interního auditu musí předkládat pravidelné účetní zprávy podniku a zprávy o svých krocích
3. Zřízení představenstva auditního výboru společnosti Kyocera umožňuje zaměstnancům, dodavatelům, zákazníkům a jiným fyzickým či právnickým osobám spojené se společností Kyocera Group předkládat údaje spojené s účetnictvím společnosti přímo představenstvu.
4. Firemní auditoři mají pravomoc uspořádat mimořádné zasedání a kontrolovat/dohlížet nad důležitými firemními konferencemi, zápisy ze zasedání, dokumenty, smlouvami apod. Firemní auditoři mohou požadovat setkání se zástupci ředitelů pro potřebu výměny informací týkající se Kyocera Group jako celku.

#### Vnitřní kontrolní systém
1. Prohlášení Rady společnosti Kyocera Group je časově i věcně závazné pro všechny a není dovoleno zveřejňovat interní informace o společnosti mimo společnost.
2. Divize Rizikového managementu je jediný platný řídicí systém krizového managementu společnosti
3. Personální oddělení a Horká zaměstnanecká linka je součástí vnitropodnikového managementu. Na Horkou linku si mohou zaměstnanci stěžovat, ohlašovat porušování vnitřního řádu či jiné přestupky s tím související.
4. Exekutiva společnosti jasně deleguje pravomoc a odpovědnost jednotlivým oddělením související s výstavbou efektivního a účinného systému obchodování.

Organizační systém Améba je velice efektivním systémem, který může dovést společnost k velkému úspěchu (viz Kyocera Group). Takový systém organizační struktury lze implikovat pouze tam, kde je k tomu vhodná kultura (v některých případech i zákony). Prozatím funguje tedy jenom v zemích JV Asie a Americe.